# Câineni
Câineni è un comune della Romania di 2 502 abitanti, ubicato nel distretto di Vâlcea, nella regione storica dell'Oltenia. 
Il comune è formato dall'unione di 7 villaggi: Câineni Mici, Câineni Mari, Greblești, Priloage, Robești, Râul Varului.
La sede comunale è ubicata nell'abitato di Câineni Mici che, contrariamente al resto del comune, si trova sulla sponda sinistra del fiume Olt e pertanto nella Muntenia.